# ششار
ششار (به عربی: ششار) یک شهرداری در الجزایر است که در استان خنشله واقع شده‌است. ششار ۲۱٬۴۶۸ نفر جمعیت دارد.